# Balakovo
Balakovo là một thành phố ở tỉnh Saratov, trong quận liên bang Volga. Thành phố có dân số 200.600 người (năm 2002), là thành phố lớn thứ nhì tỉnh, sau thủ phủ Saratov. Được thành lập năm 1762, đã được cấp thị xã vào năm 1913. Dân số: 199,690 (Điều tra dân số 2010); 200,470 (Điều tra dân số 2002); 197,391 (Điều tra dân số năm 1989)..

## Cơ sở kinh tế
Balakovo là nơi có nhà máy thủy điện Saratov trên sông Volga và Nhà máy điện hạt nhân Balakovo. Thành phố có sân bay Balakovo, sân bay hiện không hoạt động.
Balakovo có kết nối đường sắt với Moskva, và là điểm cuối của một số tuyến đường xe lửa.

## Thư viện ảnh

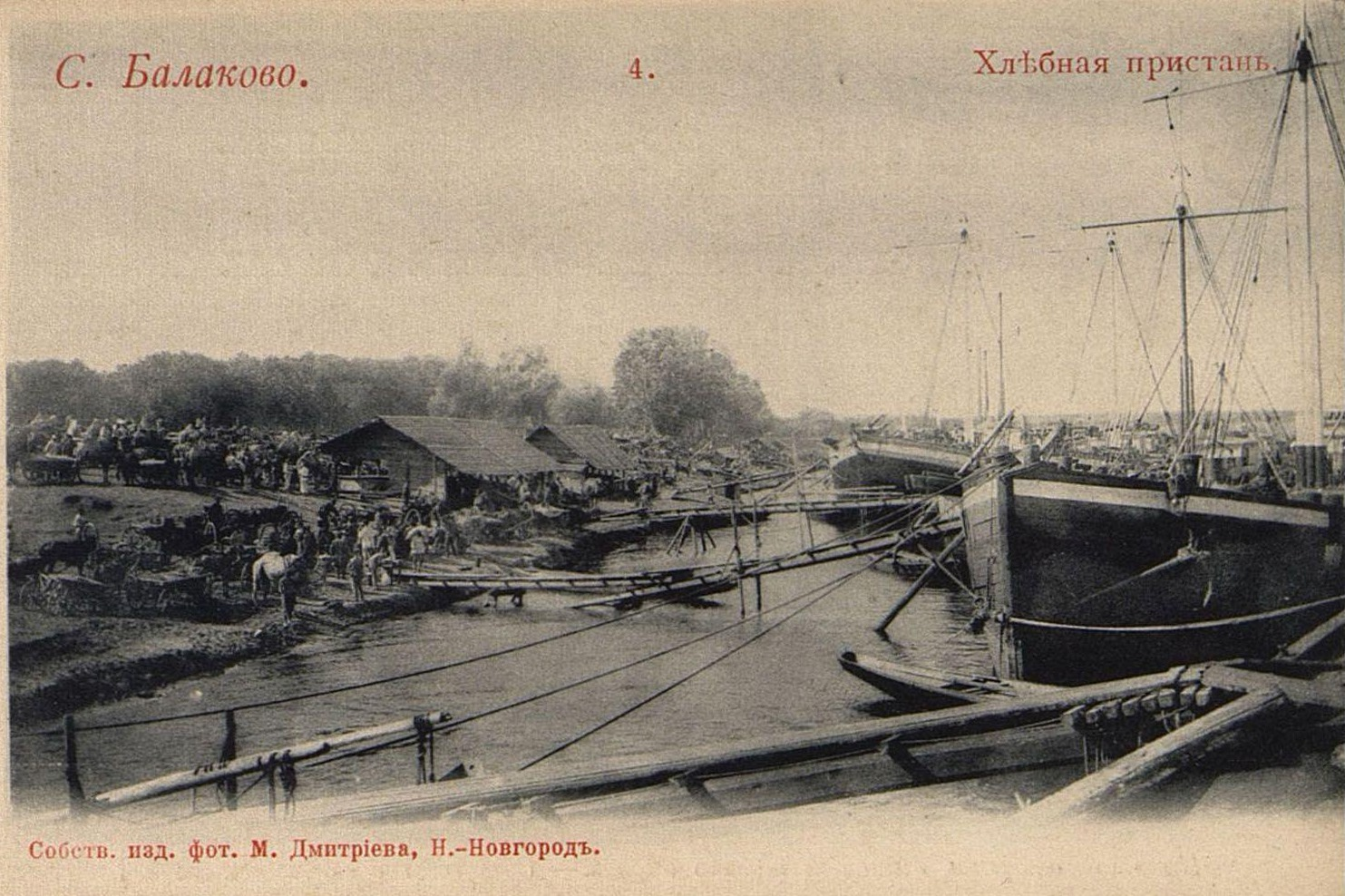
Cầu tàu bánh mì ở Balakovo những năm 1890.
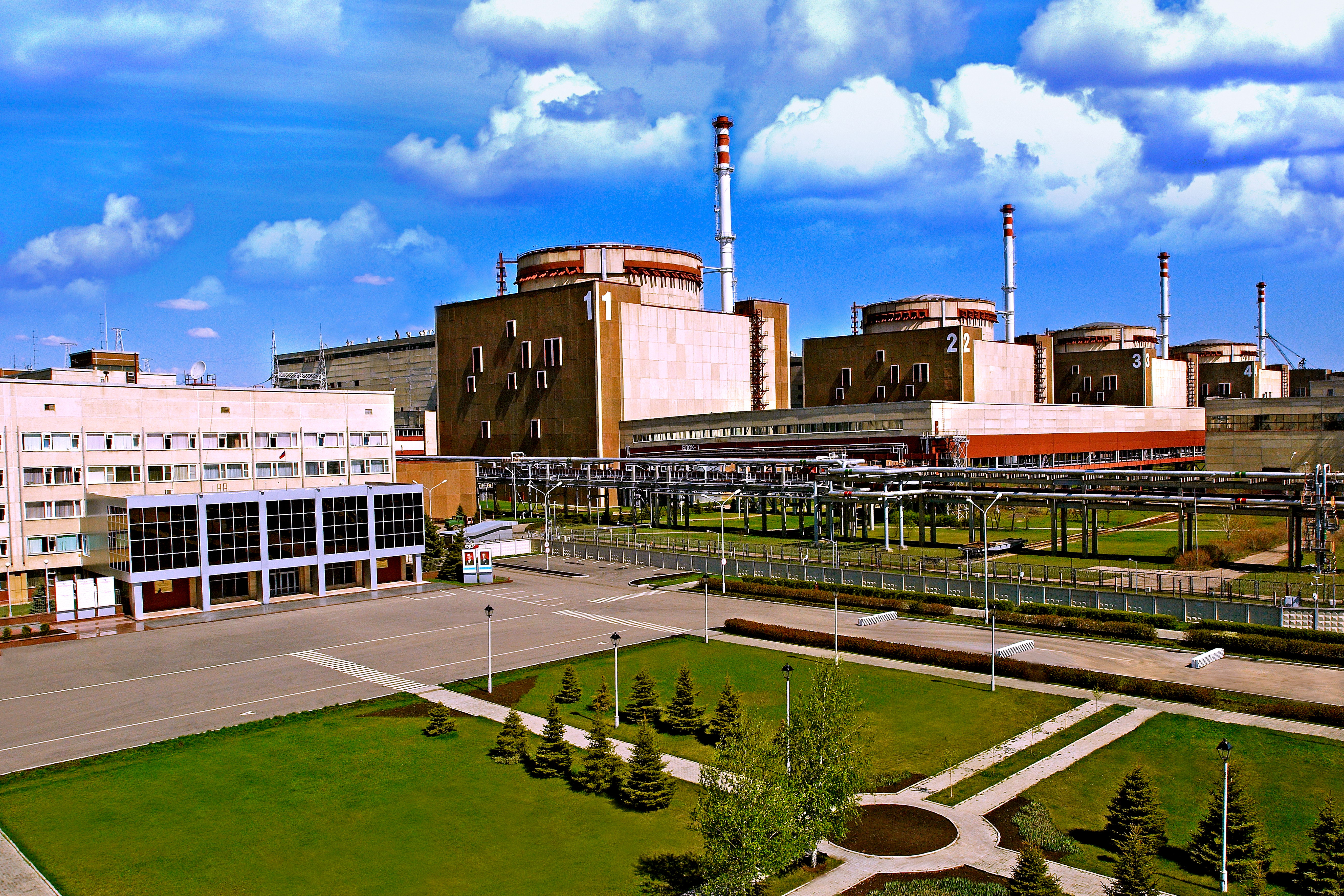
Nhà máy điện hạt nhân Balakovo
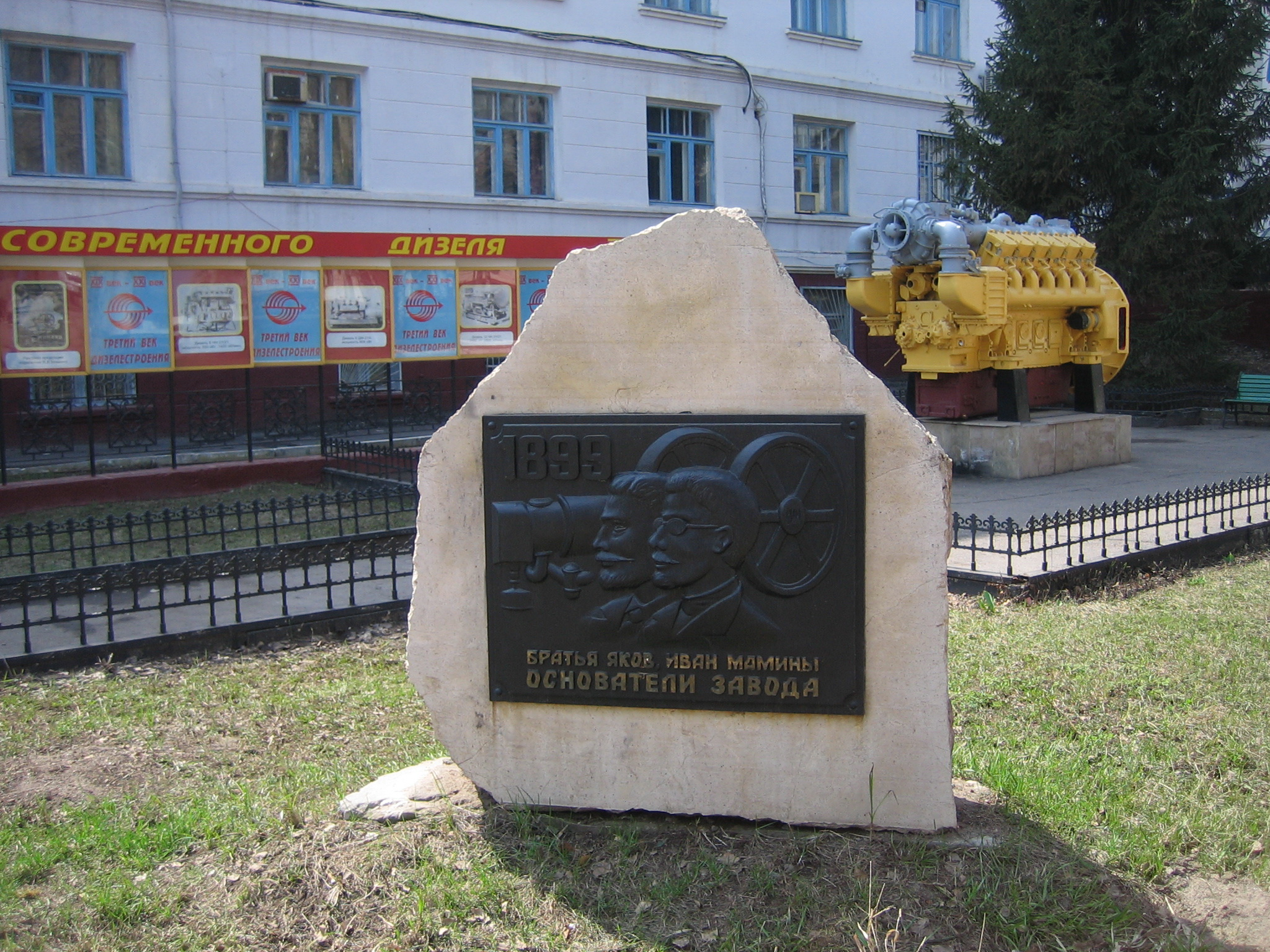
Bia tưởng niệm  anh em nhà Mamin - những người sáng lập ra nhà máy cơ khí.
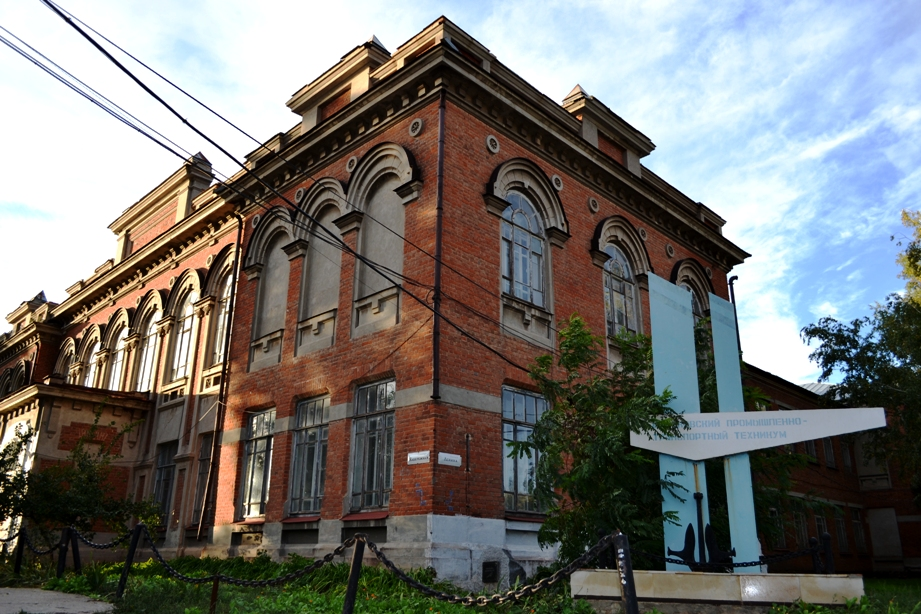
Trường thương mại mang tên Kobzar I. V.